# الاتحاد العام للطلبة الجزائريين
الاتحاد العام للطلبة الجزائريين هو منظمة طلابية مستقلة نظاميا. تأسس سنة 1993 ليعتمد في 08 أكتوبر 1994 بمقتضى القانون 31/90 المؤرخ 17 جمادى الأولى 1411 هـ الموافق لـ: 04 ديسمبر 1990 المتعلق بالجمعيات تحت شعار:
الطالب أولا … الجامعة ثانية … الجزائر دوما

## أهداف الاتحاد
يلتزم الاتحاد العام للطلبة الجزائريين باحترام والدفاع عن الثوابت الأساسية للدولة الجزائرية كما يعمل على تحقيق الأهداف التالية:
- فتح الجامعة على واقع المجتمع الجزائري الفعلي.
- دفع الجامعة في طريق البحث العلمي .
- التكفل با الانشغالات الأساسية للطالب داخل الجامعة، كونه تنظيما مطلبيا يعتمد على الموازنة بين المطلب والإمكانيات المادية للجامعة والوطن.
بطبيعة الحال يسعى إلى تحقيق هذه الأهداف مناضلين ومناضلات الاتحاد المشكلين من:
- الطلبة والطالبات المسجلين بالجامعات والمعاهد الوطنية والأجنبية.
- طلبة جامعة التكوين المتواصل.
- طلبة الأقسام النهائية من التعليم الثانوي.
كما يستوي كل هؤلاء في الحقوق والواجبات، ويعمل منهم على تجسيد الرصيد الفكري والمذهب العقائدي للمنظمة، والمستوحى من مبادئ أول نوفمبر المتمثل خاصة في الخط الوطني الصحيح والتحلي بروح المسؤولية والديمقراطية الحديثة تحت مبدأ:
الجماعة في المداولة … الأغلبية في القرار … الوحدة في التنفيذ